# NGC 6573
NGC 6573 est un groupe d'étoiles située dans la constellation du Sagittaire,. L'astronome britannique John Herschel a enregistré la position de ce groupe le 28 juillet 1830.
La base de données Simbad considèrent NGC 6573 comme un amas ouvert d'étoiles, mais on ne retrouve aucune information sur le site WEBDA consacré aux amas ouverts. La base de données NASA/IPAC considère NGC 6573 comme une association stellaire.